# Municipio de Mooney (Arkansas)
El municipio de Mooney (en inglés: Mooney Township) es un municipio ubicado en el condado de Phillips en el estado estadounidense de Arkansas. En el año 2010 tenía una población de 179 habitantes y una densidad poblacional de 0,6 personas por km².

## Geografía
El municipio de Mooney se encuentra ubicado en las coordenadas 34°11′30″N 90°58′10″O / 34.19167, -90.96944. Según la Oficina del Censo de los Estados Unidos, el municipio tiene una superficie total de 298 km², de la cual 272,55 km² corresponden a tierra firme y (8,54 %) 25,45 km² es agua.

## Demografía
Según el censo de 2010, había 179 personas residiendo en el municipio de Mooney. La densidad de población era de 0,6 hab./km². De los 179 habitantes, el municipio de Mooney estaba compuesto por el 45,81 % blancos, el 49,16 % eran afroamericanos, el 0,56 % eran asiáticos, el 4,47 % eran de otras razas. Del total de la población el 4,47 % eran hispanos o latinos de cualquier raza.